# Borough of Broxtowe
Borough of Broxtowe är ett distrikt (motsvarande kommun) i grevskapet Nottinghamshire i England, Storbritannien. Distriktet har 112 113 invånare (2022). Större orter är Beeston, Eastwood, Kimberley och Stapleford. Distriktet är indelat i nio civil parishes, förutom staden Beeston och byn Strelley som inte ingår i någon civil parish. 